# 簾舞駅
簾舞駅（みすまいえき）は、かつて北海道札幌市南区の簾舞三区にあった定山渓鉄道線の駅（廃駅）である。

## 概要
1918年（大正7年）10月17日の定山渓鉄道線開業時より設置されていた。ホームでは立売りで電球型の最中「発電もなか」が販売されていた。当駅を基点に豊平川沿いにハイキングコースが設定されており夏期はハイキング客で賑わっていた。

## 歴史
- 1918年（大正7年）10月17日：開業[1]。
- 1969年（昭和44年）11月1日：定山渓鉄道線廃止に伴い廃駅。

## 駅跡
廃止後、駅構内だった場所は2001年（平成13年）の時点では製材会社の敷地となっていたが、2010年時点では広大な空き地となっていた。

## 隣の駅
定山渓鉄道
定山渓鉄道線
東簾舞停留所 - 簾舞駅 - 豊滝停留所